# Helena av Raška

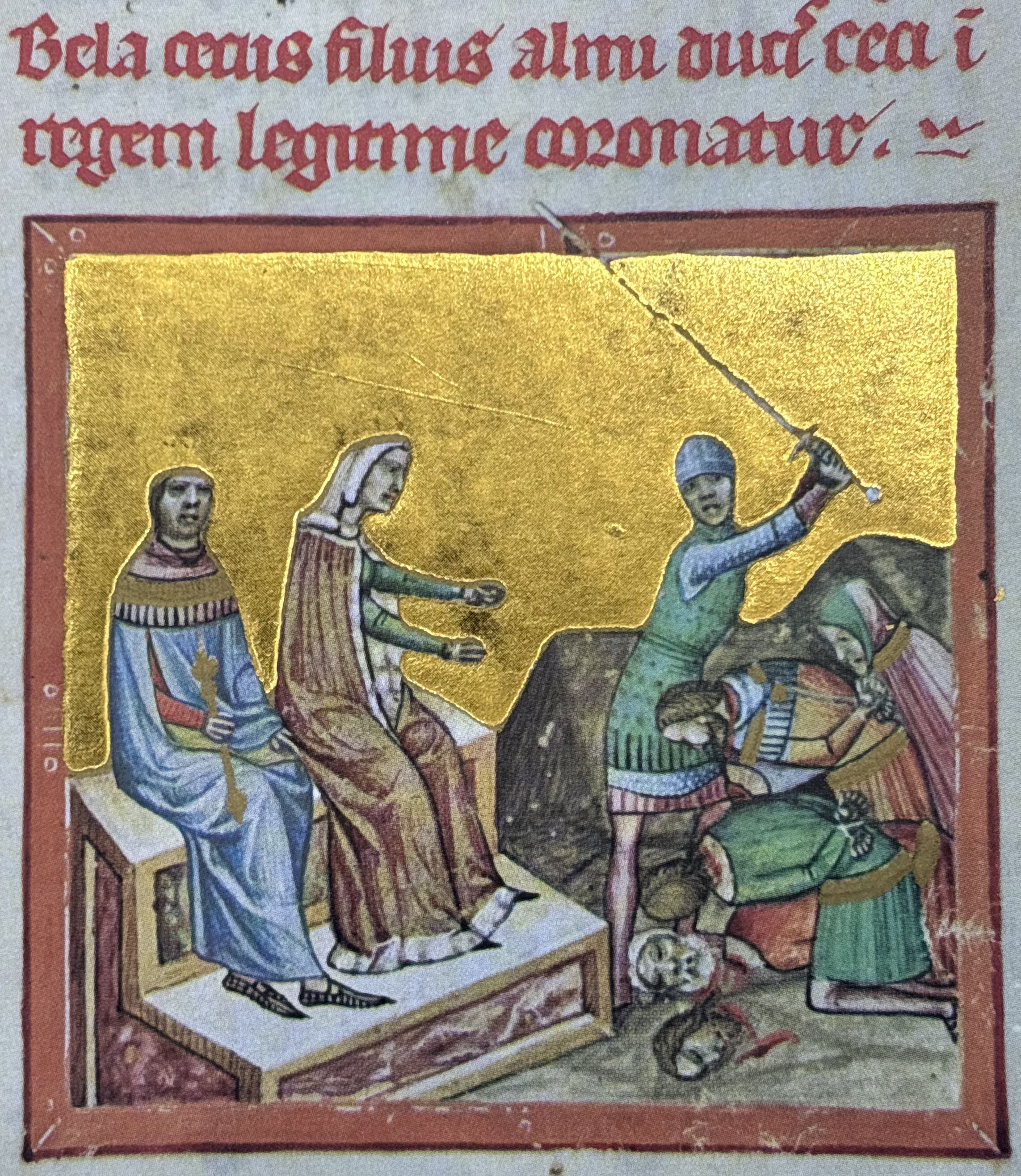
Helena av Raška

Helena av Raška, född före 1109, död efter 1146, var ungersk drottning, gift med kung Béla II av Ungern. Hon var Ungerns regent som förmyndare för sin son mellan 1141 och 1146. Helena hade på grund av makens blindhet stor makt som hans rådgivare och kanal till omvärlden under hans regeringstid. Hon var också öppet Ungerns regent som förmyndare för sin son Geza II mellan 1141 och 1146. 

## Biografi
Helena var dotter till hertig Uroš I av Rascia och Anna Diogene-Vukanović: hennes mor var systerdotter till den bysantinske kejsaren Alexios I Komnenos. År 1129 arrangerades äktenskapet mellan Helena och Ungerns tronföljare Bela av Belas kusin Stefan II av Ungern. Hennes make var blind efter att ha bländats på order av sin far, kung Koloman av Ungern. 
År 1131 blev Bela Ungerns monark. På grund av makens blindhet fick Helena stor makt över hans regering. Sittande med deras son i famnen gav Helena order om massakern i Arad, där 68 adelsmän som utpekats som de som verkställt bländningen av maken dödades. 
Vid makens död 1141 blev Helena Ungerns regent som förmyndare för sin son Geza II. Hon inbjöd sin bror Beloš Vukanović till Ungern och regerade tillsammans med honom över Ungern fram till sonens myndighetsdag 1146. 